# Instituto Arqueológico de América
El Instituto Arqueológico de América (Archaeological Institute of America), también conocido por sus siglas en inglés como AIA, es una organización estadounidense sin ánimo de lucro dedicada a la promoción del interés público en la arqueología y la preservación de los sitios arqueológicos. Tiene oficinas en el campus de la Universidad de Boston y en la ciudad de Nueva York.
El Instituto fue fundado en 1879, por Charles Eliot Norton , que fue su primer presidente hasta 1890. Fue creado en 1906 por el Congreso de los Estados Unidos. El Instituto cuenta actualmente con más de 200.000 miembros y más de 100 sociedades locales.

## Dirección
La AIA se rige por un Consejo que se reúne una vez al año. En otros momentos de su historia, la Junta Directiva actuaba en nombre del Consejo, y un Comité Ejecutivo del Consejo actuaba en representación de la Junta entre las reuniones. El Directorio designa a un director ejecutivo, también conocido como el director Ejecutivo (CEO), para que realice las operaciones cotidianas.
El actor Harrison Ford, quien interpretó al arqueólogo ficticio Indiana Jones, ha ocupado el cargo de Fideicomisario General.
El actual presidente de la AIA es Jodi Magness, mientras que el primer vicepresidente es Laetitia La Follette. Andrew Michael Tangye Moore fue el penúltimo presidente del Instituto.